# STAR Movies
STAR Movies（台灣名，中國大陸、香港名，中國大陸舊名「星空影院」）是华特迪士尼公司分别通过迪士尼傳媒（负责东亚（中国大陆）版，曾负责台湾、东南亚等版本）、迪士尼星空（负责西亚版；现与印度信实工业公司合资）、福斯传媒集团欧洲（负责巴尔干半岛和葡萄牙版）的一個對全亞洲和欧洲地區播出的西洋電影頻道（亚洲播出部分此前亦為星空傳媒的頻道），目前主要播出由华特迪士尼影业、皮克斯、漫威影业和20世纪影业推出的电影。该频道最初于1994年开播，1996年开始在台湾以独立版本播出（从卫视电影台分拆）。2024年1月1日以后至今，该频道包括东亚（中国大陆）、西亚（印度）、中东、欧洲（分巴尔干半岛和葡萄牙）版本的播出。

## 历史
1991年，卫星电视开播。卫星电视曾经对东亚地区以“卫视新闻台”的名义转播BBC世界电视台直至1994年。

1994年，由于BBC播出与中国大陆有关的涉政负面内容，引起大陆有关部门不满，而已被默多克所属新闻集团收购的卫星电视出于其对中国大陆服务的策略考量，停止对东亚地区转播BBC世界电视台。原来的转播频谱随即开播卫视电影台（STAR Movies）。在电影台开播初期，该频道在卫星上免费试播近半个月，后来因版权缘故，频道从5月1日开始加密锁码播出，仅面向有线电视业者提供卫星信号，初期以台湾和菲律宾等地为主。卫视电影台在试播期间，曾播出过文字提示卡，告知观众频道将锁码播出。以下是1994年4月卫视电影台开锁免费试播期间播出的提示卡文字内容：
在卫视电影台免费预映期间，广播时间是每日下午三时。
由五月一日起，卫视电影台将会开始锁码。台湾、菲律宾及其他国家的观众，在与当地的有线公司安排后，便能收看卫视电影台。
香港观众暂时未能收看此频道，为致使香港观众能收看卫视电影台，卫视现正努力尝试做出有关安排。
1996年3月31日 香港時間晚上7點，STAR Movies更換為第二版標識和頻道包裝，第二版標識為金黃色方框內嵌斜向的星星標識，上方有「STAR」，下方有「MOVIES」六字，與衛星電視其他頻道包裝使用統一標準（channel V部分包裝除外），節目預告包裝也與鳳凰衛視電影台相似。台標在改版之初仍繼續使用舊版星星標識（透明五角星，右側菱角上有「MOVIES」六字「），幾個月後改用與新版包裝相同LOGO的方框台標。卫视电影台分拆為2台的衛視國際電影台，頻道英文名稱仍然為STAR Movies（主要播放好莱坞电影包括美国电影為主）稱為：「衛視西片台」和之前的STAR Chinese Movies，頻道中文名稱仍然為衛視電影台（主要播放粵語電影/華語電影包括中國電影、台灣電影、新加坡電影、馬來西亞電影為主）。
1996年12月1日，「衛視黃金西片台」正式在台灣開播。1998年9月1日，中文名稱改為「衛視西片台」。
STAR Movies於2012年1月1日在印度、台灣、中國大陸、越南及中東地區以外更名為FOX Movies Premium。
2015年，尼泊尔版本的star movies由东亚版改播有广告的印度版。
2017年6月10日，香港、澳门及部分东南亚国家的Fox Movies Premium及菲律宾的STAR Movies更名为Fox Movies。印度、中国、越南、中东及台湾等地仍保留STAR Movies名称。11月1日，越南的STAR Movies更名为Fox Movies。
STAR Movies台灣版於2018年1月18日更名為FOX Movies，同年6月26日升級為HD高畫質播出。
2021年4月27日，華特迪士尼公司宣布於同年10月1日停播STAR Movies中國大陸版，但实际上中国大陆统一平台和亚太七号卫星上截至2024年依旧还在传输该频道。2021年12月14日，台灣迪士尼傳媒宣布於2022年1月1日FOX Movies更名為STAR Movies GOLD。
2023年6月13日，華特迪士尼公司宣布將於2023年12月31日台灣时间晚上11點59分59秒終止STAR Movies GOLD和STAR Movies HD的播送。
2024年1月1日，STAR Movies GOLD和STAR Movies HD台湾版正式停播，并且播送了带有“本频道即将停止服务 衷心感谢您多年来的支持与收看”和“This channel is no longer available, thank you for watching.”字样以及STAR Movies GOLD和STAR Movies HD的LOGO的停播提示卡，附带背景音乐。
2024年3月1日起，star movies中东版更换标识，新版标识与此前从Fox movies欧洲版改名而来的star movies欧洲版相同。
目前，STAR Movies仅剩东亚版（中国大陆）、印度版、中东版和欧洲版仍在播出。

## 各地版本播放
現以STAR Movies為名播出的頻道有东亚版、中東版和印度版系列頻道。此前面向台湾播出的star movies gold和star movies HD已经停播。各版本節目編排並不相同，且各自獨立經營。

### 播出中
- STAR Movies（东亚）：在亚太七号卫星、中国国家广播电视总局134平台等卫星平台上均有播出，面向中国大陆和韩国等地播出，主要以英语播出，但东亚版有时也会播出中文字幕和简体中文广告，例如上海迪士尼度假区广告。目前处于播出状态。
- STAR Movies（印度）（英语：Star Movies India）：Star Movies India在印度、尼泊尔、斯里兰卡和孟加拉国播出，并播出广告。 观众可以在印地语、泰米尔语和泰卢固语之间自由选择频道语言。由于内容版权问题，该频道自2015年2月1日起停止在斯里兰卡播出，后该频道时隔4年于2019年在斯里兰卡复播。Star Movies Select HD于2015年推出，展示小众电影。
- STAR Movies（中東）（英语：Star Movies#Star Movies MENA）：在亚洲中东地区和北非地区均有播出，是加密的阿拉伯语字幕轨道（以色列除外）。该频道可在OSN和beIN上获取。
- STAR Movies（巴尔干半岛）：2023年6月7日，迪士尼所属福斯传媒集团欧洲宣布，FOX Movies将于2023年10月1日更名为STAR Movies，现已更名。该版本的STAR Movies的标识与其他地区的标识有一定的不同。该频道面向欧洲播出。

### 已停播
- STAR Mvies GOLD：2024年1月1日台灣時間凌晨0點起正式停播。
- STAR Mvies HD：2024年1月1日台灣時間凌晨0點起正式停播。

## 頻道文化
台標變化
在1994年5月1日至2000年12月31日期間，STAR Movies僅在播放電視節目時顯示台標，而在廣告時段不顯示台標。而從2001年1月1日起至今，STAR Movies在任何播出時段均顯示台標，有些時候台標會出現動畫。
1994年6月30日至1995年12月31日，STAR Movies 懸掛黄蓝相间的“STAR MOVIES”字样的台標，與ID的標識相同。
1996年1月1日至1996年3月31日19時，STAR Movies 懸掛透明五角星，右側菱角寫有「MOVIES」透明斜體字的台標。
1997年3月31日至1998年8月27日，STAR Movies 懸掛金色方框藍色背景內嵌金色斜向五角星、下方金黃色框區寫有「MOVIES」三字的台標，與當時的ID標識相同。在此期間，該台標多次微調懸掛位置。

## 外部連結
- STAR Mvies GOLD（台灣） （页面存档备份，存于）（繁體中文）
- STAR Movies GOLD & 衛視電影台（台灣）的Facebook專頁（繁體中文）
- STAR Movies GOLD & 衛視電影台（台灣）的Instagram帳戶（繁體中文）
- STAR Mvies HD（台灣） （页面存档备份，存于）（繁體中文）
- 617 Star Movies HD - 中華電信 MOD 網站 （页面存档备份，存于）

- STAR Mvies（印度）（页面存档备份，存于）（英文）
- STAR Mvies-STAR Select（页面存档备份，存于）（英文）